# Revelation (Metal-Band)
Revelation ist eine US-amerikanische Doom-Metal-Band aus Baltimore, Maryland, die im Jahr 1986 gegründet wurde.

## Geschichte
Die Band wurde im Mai 1986 gegründet und bestand aus dem Gitarristen und Sänger John Brenner, dem Bassisten Andy Kremer und dem Schlagzeuger Steve Branagan. Nachdem das erste Demo Face Reality im Januar 1987 veröffentlicht worden war, verließ Kremer die Band wieder, woraufhin Brenner auch diesen Posten übernahm. Daraufhin folgten mit Terminal Destiny im Juni und Images of Darkness im November 1987 die nächsten beiden Demos. Im Februar 1988 kam Bert Hall Jr. als neuer Bassist zur Gruppe, woraufhin das nächste Demo The Illusion of Progress im März 1989 folgte. Die Band war auf dem Doom-Metal-Sampler Dark Passages zu hören, wodurch sie einen Vertrag bei Rise Above Records erreichen konnte. Im Juni 1990 nahm die Gruppe ihr Debütalbum Salvation’s Answer auf, das bei dem Label Anfang 1991 erschien. Kurz nach der Veröffentlichung nahm sie ein weiteres Demo namens The Unbearable Vision auf, das im Sommer 1991 erschien. Danach verließ Bassist Bert Hall Jr. die Band und wurde durch Josh Hart ersetzt. Anfang 1992 nahm die Band ihr nächstes Album Never Comes Silence auf, das aus neun Liedern mit insgesamt 70 Minuten Spielzeit besteht. Das Titellied hat eine Länge von 18 Minuten. Im Sommer 1992 unterzeichnete die Gruppe einen Vertrag bei Hellhound Records, worüber das Album Anfang 1993 erschien. Trotz guter Presse und somit aussichtsreicher Perspektiven entschied sich Hauptkomponist, Textautor und Bandsprachrohr Brenner lieber zu malen, anstatt zu musizieren, nicht ohne Branagan zuvor noch seine Freundschaft zu beweisen, indem er ihm Dennis Cornelius als Nachfolger empfahl. Dieser fügte sich tatsächlich gut ein, dafür wechselte Hart plötzlich zu Unorthodox. Cornelius und Branagan nahmen daraufhin das nächste Demo Mourning Son im Februar 1994 auf. Sie probierten im Proberaum mehrere Bassisten aus, die Chemie stimmte erst bei Jim Hunter, der im Frühling des Jahres in die Besetzung integriert wurde. Im November und Dezember des Jahres nahm die Band ihr nächstes Album …yet So Far auf, das Anfang 1995 bei Hellhound Records erschien. Es wurde in der März-Ausgabe des deutschen Metal Hammer zum drittenbesten Album gewählt. Der Veröffentlichung folgten Europatourneen zusammen mit Saint Vitus im März und Solitude Aeturnus im Mai 1995. Nach den Touren wurde neues Material geschrieben und bei lokalen Auftritten live vorgestellt. Nachdem sich die Band im März 1996 für kurze Zeit von Cornelius getrennt hatte, nahm sie im Dezember ihr nächstes Demo Frozen Masque auf und machte sich auf die Suche nach einem Label, die jedoch ergebnislos blieb. Daraufhin begab sich die Gruppe in eine längere Pause.
Für das erste Stoner Hands of Doom Festival im August 1999 fand sich die Band wieder zusammen. Zudem schrieb die Gruppe an neuem Material. Im Februar 2003 nahm sie am deutschen Festival Doom Shall Rise teil, ehe sie zusammen mit Mirror of Deception und Reverend Bizarre auf Tour ging. Im Oktober 2003 erschien die Kompilation Frozen Masque über The Miskatonic Foundation, die die beiden Demos Frozen Masque und Mourning Son, zwei Live-Aufnahmen, sowie Fotos und Liedtexte enthält. Im April 2007 nahm die Band am Festival Doom or Be Doomed in Baltimore teil. Die Besetzung von Salvation’s Answer, bestehend aus Brenner, Hall Jr. und Branagan, spielte hierbei fast alle Lieder des Albums, während Brenner, Branagan und Hart die meisten Lieder von Never Comes Silence spielten. Im selben Jahr veröffentlichte Leaf Hound Records die beiden Alben wieder. Nach dem Festivalauftritt gingen Brenner, Hall Jr. und Branagan daran, neues Material zu schreiben. Nachdem sie gegen Ende des Jahres 2007 damit begonnen hatten, erschien im Juni 2008 das Album Release über Leaf Hound Records. Zudem hatte das Trio vor der Veröffentlichung bereits eine weitere Band namens Against Nature gegründet. Im Jahr 2009 nahm die Band am Doom Shall Rise VI in Göppingen teil. Zudem hielt die Band einige weitere Auftritte in Deutschland ab und nahm zudem ein neues Album auf, das im November 2009 unter dem Namen For the Sake of No One über Shadow Kingdom Records erschien. Ferner erschien im selben Jahr ein selbstbetiteltes Album über The Church Within Records, das bisher unveröffentlichte Aufnahmen aus dem Jahr 1988 enthält.

## Stil
Laut Robert Müller vom Metal Hammer spiele die Band auf Salvation’s Answer klassischen Doom Metal im schleichenden Tempo, wobei der Gesang ein wenig an Ozzy Osbourne erinnere. Neben der „bedingungslosen Heavyness“ gebe es auf dem Album „auch schon mal die schöne, die optimistische bis melancholische Melodie, selbst wenn das den Einsatz einer Akustikgitarre bedeutet“. Zudem stellte Müller weiter fest: „Neben den schwärzesten, nihilistischen Depressionen von Cathedral, neben dem fast schon großorchestralen Pomp von Solitude Aeturnus ist dies so etwas wie die angenehme Alltagsvariante“. In der März-Ausgabe des Metal Hammer des Jahres 1992 schrieb Müller, die Musik auf dem Album sei „romantisch, melancholisch, nicht im Candlemass'schen Sinn überfrachtet, pompös und gestenreich, sondern zwar schwergewichtig, aber elegant, mit feingesponnenen Akustikgitarrenparts“. Die Texte seien von philosophischer und religiöser Natur, wobei John Brenner vor allem durch Literatur inspiriert werden würde. Auch auf Never Comes Silence spiele die Band laut Müller klassischen Doom Metal, wobei es die Band verstehe, „feinsinnig Riffs aufeinander zu türmen, dann gepflegt verhallen zu lassen und die Stille mit eleganten Akustikpassagen anzureichern“. Laut Michael Lorant vom Metal Hammer spiele die Band auch auf …yet So Far klassischen Doom Metal mit ausgedehnten Instrumentalpassagen, die durch gelegentliche melodische Gitarrenenschübe von Dennis Cornelius aufgelockert werden würden. Lieder wie Grasping the Nettle würden „wie Rush in einfacher Zeitlupe“ klingen, wohingegen „die Super-Slow Motion“ sehr selten eingesetzt werden würde und dadurch effektvoller wirke.
Die Musiker gaben an, auf dem Demo Images of Darkness stark von Trouble beeinflusst zu sein, während in der …yet So Far-Phase die persönlichen Vorlieben für Rush, Fates Warning und Voivod durchgedrungen seien.

## Diskografie
- Face Reality (Demo, 1987, Eigenveröffentlichung)
- Terminal Destiny (Demo, 1987, Eigenveröffentlichung)
- Images of Darkness (Demo, 1987, Eigenveröffentlichung)
- The Illusion of Progress (Demo, 1989, Eigenveröffentlichung)
- Salvation’s Answer (Album, 1991, Rise Above Records)
- The Unbearable Vision (Demo, 1991, Eigenveröffentlichung)
- Never Comes Silence (Album, 1992, Hellhound Records)
- Mourning Son (Demo, 1994, Eigenveröffentlichung)
- …yet So Far (Album, 1995, Hellhound Records)
- Frozen Masque (Demo, 1997, Eigenveröffentlichung)
- Fourteen Inches of Fury (Split mit Twisted Tower Dire, Naevus und Mood, 1998, Game Two Records)
- Frozen Masque (Kompilation, 2003, The Miskatonic Foundation)
- Paleontology (Kompilation, 2007, Bland Hand Records)
- ´Release (Album, 2008, Leaf Hound Records)
- ´Revelation (Album, 2009, The Church Within Records)
- ´For the Sake of No One (Album, 2009, Shadow Kingdom Records)
- ´Lord Vicar / Revelation (Split mit Lord Vicar, 2012, Shadow Kingdom Records)
- Inner Harbor (Album, 2012, Bland Hand Records)